# Vrtogoš
Vrtogoš (em cirílico: Вртогош) é uma vila da Sérvia localizada no município de Vranje, pertencente ao distrito de Pčinja, na região de Južno Pomoravlje. A sua população era de 1 175 habitantes segundo o censo de 2011.

## Demografia
| 1948 | 1953 | 1961 | 1971 | 1981 | 1991 | 2002 | 2011 |
| ---- | ---- | ---- | ---- | ---- | ---- | ---- | ---- |
| 1535 | 1570 | 1576 | 1425 | 1387 | 1340 | 1355 | 1175 |